# ジアザビシクロノネン
ジアザビシクロノネン (1,5-diazabicyclo[4.3.0]non-5-ene, DBN) とは化学式C7H12N2で表されるアミジンに属する複素環式化合物。有機合成化学で用いられる反応試薬のひとつ。アミン臭を持つ無色の液体。
ジアザビシクロウンデセン (DBU) と同様に環状のアミジン構造を持ち、用途も同様にハロゲン化アルキルからの脱離反応などに用いられる。求核性が低く、非求核塩基に属する。